# BREAKERZ
BREAKERZ（ブレイカーズ）は、日本のヴィジュアル系スリーピースロックバンド。2007年結成。所属芸能事務所及びレコード会社はB ZONEで、所属レコードレーベルはZAIN RECORDS。公式ファンクラブ名は「TEAM BREAKERZ」。

## 概要
ソロ歌手として活動していたDAIGOが共通の知人の紹介により2006年10月頃にSHINPEIと出会い、二人でデモテープを作る作業をしている中で気がついたらバンドになっていたとのことである。そのため本人達はいつ「バンドをやろう」と言ったのか覚えていないという。そこへソロ時代のサポートギターも務めDAIGOと古くから親交のあったAKIHIDEを誘い、3人組バンドとなる。
曲のアレンジは全て「BREAKERZ」名義になっているが、作曲者が主導権を握ってそれに他メンバーが細かいアイディアを出す作り方を取っている。
ボーカルにツインギターという珍しいバンド構成は、「何よりも『早く音楽を届けたい』という気持ちが強く、ベース・ドラムがいない状態で活動を始めたから」（AKIHIDE）、「そこに関しては編成うんぬんというより、この3人だからやれているというほうが正しいです。例えばAKIHIDEさんとかSHINPEIがベースだったとしても、この3人でやってるだろうし。2人はプレイヤーとしてももちろんなんですけど、音楽に対する情熱やセンスにあふれた人間で。音楽を通じて3人でひとつの集合体になって突き進んでるって感じなんです」（DAIGO）と語っている。基本的にAKIHIDEがリードギター、SHINPEIがサイドギターを担当。このツインギター体制を活かし、アコースティックアルバム（『B.R.Z ACOUSTIC』）もリリースしている。

## メンバー
| 名前    | 本名     | パート                                                                                 | 生年月日              | 出身地 |
| ------- | -------- | -------------------------------------------------------------------------------------- | --------------------- | ------ |
| DAIGO   | 内藤大湖 | ボーカル、コーラス、作詞、作曲                                                         | 1978年4月8日（47歳）  | 東京都 |
| AKIHIDE | 佐藤彰秀 | ギター、コーラス、シンセサイザープログラミング、プログラミング、ハーモニカ、作詞、作曲 | 1977年7月5日（47歳）  | 東京都 |
| SHINPEI | 井上慎平 | ギター、コーラス、シンセサイザープログラミング、作詞、作曲                             | 1981年5月11日（44歳） | 京都府 |

## バンド名の由来
バンド名「BREAKERZ」の由来は、ぶっ壊したい、とりあえずぶっ壊すという意味があり、自分達の限界や音楽のジャンルの壁をぶっ壊し未来に繋げたい、という意味が込められている。また、最後の「Z」は最初「S」だったが、メンバーが尊敬するバンドであり、所属事務所・B  ZONEの先輩でもあるB'zから拝借したという。

## エピソード
- ライブで人気の「REAL LOVE」はデビュー当時のパフォーマンスは敬礼ぐらいだったが、年々「エスカレートする一方です」「ライブの時はアドレナリンがガンガン出てるから」「シャイですから基本的に」（DAIGO）と語り[5]、毎回AKIHIDEとのディープキスなどのセクシーな絡みがある。一方でSHINPEIへは「100%ない」と言い切り、理由を「マッスルだから」と語っている[6]。
- 「Feel so good」は日本テレビ系『天才！志村どうぶつ園』で盲導犬と富士山に登った時にかかった。その為『FIGHTERZ』収録時にはB.R.Z Ver.と表記されている[7]。
- PVでDAIGOはA-PLUSの後輩である村上友梨を「Winter Bell」、栗田恵美を「オーバーライト」、加藤ナナを「D×D×D」にそれぞれ起用している。また映画『君が踊る、夏』で共演した木南晴夏も「春恋歌」に起用している。
- 「闇夜に舞う青い鳥」PVでは山本耕史に出演をDAIGO自らオファー、撮影時にはメガホンをとる。DAIGOと山本耕史はミュージカル『リトルショップ・オブ・ホラーズ』で主役シーモアを演じた（山本2005年版、DAIGO2010年版）関係でミュージカルについての対談をして以来の親友である。

## 来歴

### 2007年
- 7月25日：デビューアルバム『BREAKERZ』をリリース。
- 12月5日：2枚目のアルバム『CRASH & BUILD』をリリース。

### 2008年
- 4月2日：初のミニアルバム『アオノミライ』をリリース。
- 7月9日：初のシングル『SUMMER PARTY／LAST EMOTION』をリリース。
- 7月12日、ラゾーナ川崎プラザでシングル『SUMMER PARTY／LAST EMOTION』のリリース記念ライブイベントを行い、同所史上2番目となる1万1,000人が集結した[8]。
- 9月26日：2枚目のシングル『世界は踊る／灼熱』をリリース。
- 11月5日：3枚目のシングル『Angelic Smile／WINTER PARTY』をリリース。
- 11月26日：3枚目のアルバム『BIG BANG!』をリリース。全国ツアーを開催。

### 2009年
- 2月18日：4枚目のシングル『GRAND FINALE』をリリース。
- 3月〜4月には、初のホールツアー『BREAKERZ LIVE TOUR 2009 GRAND FINALE 〜青春デイズ〜』を開催。
- 4月8日：5枚目のシングル『Everlasting Luv／BAMBINO 〜バンビーノ〜』をリリース。自己最高となる初登場2位を記録。
- 7月15日：6枚目のシングル『光』リリース。初登場6位。
- 7月24日：デビュー2周年を迎え、初の単独日本武道館ライブ『WISH』を開催。
- 8月15日：JACK IN THE BOX SUMMERに出演。
- 8月22日：a-nation'09にSurprise Guest出演。
- 10月31日：VAMPS主宰のHALLOWEEN PARTY 2009にゲスト出演。
- 11月4日：7枚目のシングル『LOVE FIGHTER 〜恋のバトル〜』をリリース。初登場5位。
- 12月2日：4枚目のアルバム『FIGHTERZ』をリリース。

### 2010年
- 4月7日：アコースティックアルバム『B.R.Z ACOUSTIC』をリリース。
- 7月14]：8枚目のシングル『激情／hEaVeN』をリリース。
- 11月3日：9枚目のシングル『BUNNY LOVE／REAL LOVE 2010』をリリース。

### 2011年
- 4月27日：10枚目のシングル『月夜の悪戯の魔法／CLIMBER×CLIMBER』をリリース。
- 7月13日：11枚目のシングル『LAST ✝ PRAY／絶対! I LOVE YOU』をリリース。
- 9月21日：5枚目のアルバム『GO』をリリース。

### 2012年
- 1月25日：12枚目のシングル『Miss Mystery』をリリース。
- 6月13日：13枚目のシングル『オーバーライト／脳内Survivor』をリリース。
- 10月10日：1枚目のベストアルバム『BREAKERZ BEST 〜SINGLE COLLECTION〜』をリリース。

### 2013年
- 1月16日：14枚目のシングル『RUSTY HEARTS』をリリース。
- 2月27日：前年から行われていたツアーの最終公演をNHKホールにて開催。以後、メンバーそれぞれのソロ活動期間に突入。

### 2014年
- 7月26日：Zepp Tokyoにて行われたソロ報告会にて、久しぶりにメンバーが集結。サプライズとして3曲を披露した。同日、カウントダウンライブの開催を発表。
- 12月31日：バンド史上初のカウントダウンライブをパシフィコ横浜にて開催し、活動再開。同日、シングルのリリース、アルバムのリリース、ツアーの開催を発表。

### 2015年
- 5月20日：2年4ヶ月振りとなる15枚目のシングル『WE GO』をリリース。同日、代々木公園にてフリーライブを開催した。
- 7月29日：4年振りとなる6枚目のアルバム『Ø -ZERO-』をリリース。
- 10月11日：アニメ『カードファイト!! ヴァンガードG ギアースクライシス編』のオープニングテーマ「YAIBA」を担当。
- 12月9日：16枚目のシングル『YAIBA』をリリース。

### 2017年
- 1月18日：17枚目のシングル『幾千の迷宮で 幾千の謎を解いて』をリリース。
- 7月12日：18枚目のシングル『夢物語』をリリース。
- 10月18日：10th Anniversary スペシャルアルバム『X(クロス)』をリリース。

### 2018年
- 3月17日：19枚目のシングル『D×D×D／GREAT AMBITIOUS -Single Version-』をリリース。

### 2019年
- 4月30日：デジタルシングル『新しい世界へ 新しい時代へ 〜令和Version〜』をリリース。
- 9月4日：20枚目のシングル『闇夜に舞う青い鳥』をリリース。
- 12月18日：コラボレーションアルバム『BREAKERZ×名探偵コナン COLLABORATION BEST』をリリース。

### 2020年
- 9月9日：21枚目のシングル『BARABARA／LOVE STAGE』をリリース。

### 2021年
- 2月10日：22枚目のシングル『I love my daughter』をリリース。
- 8月25日：7枚目のアルバム『WITH YOU』をリリース。
- 9月4日〜9月25日：『BREAKERZ LIVE TOUR 2021 -WITH YOU-』『BREAKERZ FAN CLUB EVENT 2021 -WITH TEAM B.R.Z-』開催（3公演）。
- 12月17日：『BREAKERZ X'mas Show 2021』開催（Blue Note TOKYO）。

### 2022年
- 1月26日：23枚目のシングル『SWEET MOONLIGHT』をリリース。
- 2月12日：『BREAKERZ VALENTINE LIVE 2022 -BREAKERZ VS D.A.S-』開催（大手町三井ホール）。
- 4月8日・5月14日・7月2日：『BREAKERZ BIRTHDAY PARTY 2022』開催（全公演二部制）。
- 6月15日：2枚目のベストアルバ『BREAKERZ BEST -SINGLEZ-』をリリース。
- 7月23日：BREAKERZ デビュー15周年記念ライブ『BREAKERZ XV -Crystal-』開催（LINE CUBE SHIBUYA）。
- 8月31日：マキシシングル『LIKE A CRYSTAL』をライブ会場限定でリリース。同時に各配信サイトでもリリース。
- 9月2日〜9月30日：『BREAKERZ LIVE TOUR 2022 -LIKE A CRYSTAL-』開催（7公演）。

### 2024年
- 7月24日：3年振りとなる8枚目のアルバム『Bintage』をリリース。

## 作品

### シングル
|      | 発売日        | タイトル                               | 規格            | 規格品番                                                         | オリコン | 初収録アルバム                      |
| ---- | ------------- | -------------------------------------- | --------------- | ---------------------------------------------------------------- | -------- | ----------------------------------- |
| 1st  | 2008年7月9日  | SUMMER PARTY/LAST EMOTION              | CD+DVD          | ZACL-6008（初回限定盤）                                          | 10位     | BIG BANG!                           |
| 1st  | 2008年7月9日  | SUMMER PARTY/LAST EMOTION              | CD              | ZACL-6009（通常盤）                                              | 10位     | BIG BANG!                           |
| 1st  | 2008年7月9日  | LAST EMOTION/SUMMER PARTY              | CD+DVD          | ZACL-6010（初回限定盤）                                          | 10位     | BIG BANG!                           |
| 1st  | 2008年7月9日  | LAST EMOTION/SUMMER PARTY              | CD              | ZACL-6011（通常盤）                                              | 10位     | BIG BANG!                           |
| 2nd  | 2008年9月24日 | 世界は踊る/灼熱                        | CD+DVD          | ZACL-6013（初回限定盤）                                          | 6位      | BIG BANG!                           |
| 2nd  | 2008年9月24日 | 世界は踊る/灼熱                        | CD              | ZACL-6014（通常盤）                                              | 6位      | BIG BANG!                           |
| 2nd  | 2008年9月24日 | 灼熱/世界は踊る                        | CD+DVD          | ZACL-6015（初回限定盤）                                          | 6位      | BIG BANG!                           |
| 2nd  | 2008年9月24日 | 灼熱/世界は踊る                        | CD              | ZACL-6016（通常盤）                                              | 6位      | BIG BANG!                           |
| 3rd  | 2008年11月5日 | Angelic Smile/WINTER PARTY             | CD+DVD          | ZACL-6017（初回限定盤）                                          | 9位      | BIG BANG!                           |
| 3rd  | 2008年11月5日 | Angelic Smile/WINTER PARTY             | CD              | ZACL-6018（通常盤）                                              | 9位      | BIG BANG!                           |
| 3rd  | 2008年11月5日 | WINTER PARTY/Angelic Smile             | CD+DVD          | ZACL-6019（初回限定盤）                                          | 9位      | BIG BANG!                           |
| 3rd  | 2008年11月5日 | WINTER PARTY/Angelic Smile             | CD              | ZACL-6020（通常盤）                                              | 9位      | BIG BANG!                           |
| 4th  | 2009年2月18日 | GRAND FINALE                           | CD+DVD          | ZACL-4010（初回限定盤A）                                         | 6位      | FIGHTERZ                            |
| 4th  | 2009年2月18日 | GRAND FINALE                           | CD+DVD          | ZACL-4011（初回限定盤B）                                         | 6位      | FIGHTERZ                            |
| 4th  | 2009年2月18日 | GRAND FINALE                           | CD              | ZACL-4012（通常盤）                                              | 6位      | FIGHTERZ                            |
| 5th  | 2009年4月8日  | Everlasting Luv/BAMBINO 〜バンビーノ〜 | CD+DVD          | ZACL-6024（初回限定盤A）                                         | 2位      | FIGHTERZ                            |
| 5th  | 2009年4月8日  | Everlasting Luv/BAMBINO 〜バンビーノ〜 | CD+DVD          | ZACL-6025（初回限定盤B）                                         | 2位      | FIGHTERZ                            |
| 5th  | 2009年4月8日  | Everlasting Luv/BAMBINO 〜バンビーノ〜 | CD              | ZACL-4013（通常盤）                                              | 2位      | FIGHTERZ                            |
| 6th  | 2009年7月15日 | 光                                     | CD+DVD          | ZACL-4014（初回限定盤A）                                         | 6位      | FIGHTERZ                            |
| 6th  | 2009年7月15日 | 光                                     | CD+DVD          | ZACL-4015（初回限定盤B）                                         | 6位      | FIGHTERZ                            |
| 6th  | 2009年7月15日 | 光                                     | CD              | ZACL-4016（通常盤）                                              | 6位      | FIGHTERZ                            |
| 7th  | 2009年11月4日 | LOVE FIGHTER 〜恋のバトル〜            | CD+DVD          | ZACL-4017（初回限定盤A）                                         | 5位      | FIGHTERZ                            |
| 7th  | 2009年11月4日 | LOVE FIGHTER 〜恋のバトル〜            | CD+DVD          | ZACL-4018（初回限定盤B）                                         | 5位      | FIGHTERZ                            |
| 7th  | 2009年11月4日 | LOVE FIGHTER 〜恋のバトル〜            | CD              | ZACL-4019（通常盤）                                              | 5位      | FIGHTERZ                            |
| 8th  | 2010年7月14日 | 激情/hEaVeN                            | CD+DVD          | ZACL-4022（初回限定盤A）                                         | 5位      | GO                                  |
| 8th  | 2010年7月14日 | 激情/hEaVeN                            | CD+DVD          | ZACL-4023（初回限定盤B）                                         | 5位      | GO                                  |
| 8th  | 2010年7月14日 | 激情/hEaVeN                            | CD              | ZACL-4024（通常盤）                                              | 5位      | GO                                  |
| 9th  | 2010年11月3日 | BUNNY LOVE/REAL LOVE 2010              | CD+DVD          | ZACL-4025（初回限定盤A）                                         | 4位      | GO                                  |
| 9th  | 2010年11月3日 | BUNNY LOVE/REAL LOVE 2010              | CD+DVD          | ZACL-4026（初回限定盤B）                                         | 4位      | GO                                  |
| 9th  | 2010年11月3日 | BUNNY LOVE/REAL LOVE 2010              | CD              | ZACL-4027（通常盤）                                              | 4位      | GO                                  |
| 10th | 2011年4月27日 | 月夜の悪戯の魔法/CLIMBER×CLIMBER       | CD+DVD          | ZACL-4028（初回限定盤A）                                         | 5位      | GO                                  |
| 10th | 2011年4月27日 | 月夜の悪戯の魔法/CLIMBER×CLIMBER       | CD+DVD          | ZACL-4029（初回限定盤B）                                         | 5位      | GO                                  |
| 10th | 2011年4月27日 | 月夜の悪戯の魔法/CLIMBER×CLIMBER       | CD              | ZACL-4030（通常盤）                                              | 5位      | GO                                  |
| 11th | 2011年7月13日 | LAST † PRAY/絶対! I LOVE YOU           | CD+DVD          | ZACL-4031（初回限定盤A）                                         | 8位      | GO                                  |
| 11th | 2011年7月13日 | LAST † PRAY/絶対! I LOVE YOU           | CD+DVD          | ZACL-4032（初回限定盤B）                                         | 8位      | GO                                  |
| 11th | 2011年7月13日 | LAST † PRAY/絶対! I LOVE YOU           | CD              | ZACL-4033（通常盤）                                              | 8位      | GO                                  |
| 12th | 2012年1月25日 | Miss Mystery                           | CD+DVD          | ZACL-4034（初回限定盤A）                                         | 5位      | BREAKERZ BEST 〜SINGLE COLLECTION〜 |
| 12th | 2012年1月25日 | Miss Mystery                           | CD+DVD          | ZACL-4035（初回限定盤B）                                         | 5位      | BREAKERZ BEST 〜SINGLE COLLECTION〜 |
| 12th | 2012年1月25日 | Miss Mystery                           | CD              | ZACL-4036（通常盤）                                              | 5位      | BREAKERZ BEST 〜SINGLE COLLECTION〜 |
| 13th | 2012年6月13日 | オーバーライト/脳内Survivor            | CD+DVD          | ZACL-4037（初回限定盤A）                                         | 5位      | BREAKERZ BEST 〜SINGLE COLLECTION〜 |
| 13th | 2012年6月13日 | オーバーライト/脳内Survivor            | CD+DVD          | ZACL-4038（初回限定盤B）                                         | 5位      | BREAKERZ BEST 〜SINGLE COLLECTION〜 |
| 13th | 2012年6月13日 | オーバーライト/脳内Survivor            | CD              | ZACL-4039（通常盤）                                              | 5位      | BREAKERZ BEST 〜SINGLE COLLECTION〜 |
| 14th | 2013年1月16日 | RUSTY HEARTS                           | CD+DVD          | ZACL-4040（初回限定盤A）                                         | 6位      | BREAKERZ BEST -SINGLEZ-             |
| 14th | 2013年1月16日 | RUSTY HEARTS                           | CD+DVD          | ZACL-4041（初回限定盤B）                                         | 6位      | BREAKERZ BEST -SINGLEZ-             |
| 14th | 2013年1月16日 | RUSTY HEARTS                           | CD              | ZACL-4042（通常盤）                                              | 6位      | BREAKERZ BEST -SINGLEZ-             |
| 15th | 2015年5月20日 | WE GO                                  | CD+DVD          | ZACL-6033（初回限定盤A）                                         | 9位      | 0-ZERO-                             |
| 15th | 2015年5月20日 | WE GO                                  | CD+フォトブック | ZACL-6034（初回限定盤B）                                         | 9位      | 0-ZERO-                             |
| 15th | 2015年5月20日 | WE GO                                  | CD              | ZACL-6035（通常盤）                                              | 9位      | 0-ZERO-                             |
| 16th | 2015年12月9日 | YAIBA                                  | CD+DVD          | ZACL-6036（初回限定盤A）                                         | 12位     | BREAKERZ BEST -SINGLEZ-             |
| 16th | 2015年12月9日 | YAIBA                                  | CD+PHOTO BOOK   | ZACL-6037（初回限定盤B）                                         | 12位     | BREAKERZ BEST -SINGLEZ-             |
| 16th | 2015年12月9日 | YAIBA                                  | CD              | ZACL-6038（通常盤）                                              | 12位     | BREAKERZ BEST -SINGLEZ-             |
| 17th | 2017年1月18日 | 幾千の迷宮で 幾千の謎を解いて          | CD              | ZACL-4046（初回限定盤A）                                         | 9位      | X                                   |
| 17th | 2017年1月18日 | 幾千の迷宮で 幾千の謎を解いて          | CD+DVD          | ZACL-6041（初回限定盤B）                                         | 9位      | X                                   |
| 17th | 2017年1月18日 | 幾千の迷宮で 幾千の謎を解いて          | CD              | ZACL-6042（通常盤）                                              | 9位      | X                                   |
| 18th | 2017年7月12日 | 夢物語                                 | CD+DVD          | ZACL-6043（初回限定盤A）                                         | 10位     | X                                   |
| 18th | 2017年7月12日 | 夢物語                                 | CD+フォトブック | ZACL-6044（初回限定盤B）                                         | 10位     | X                                   |
| 18th | 2017年7月12日 | 夢物語                                 | CD              | ZACL-4047（通常盤）                                              | 10位     | X                                   |
| 18th | 2017年7月12日 | 夢物語                                 | CD              | ZACL-6045（名探偵コナン盤）                                      | 10位     | X                                   |
| 19th | 2018年3月7日  | D×D×D/GREAT AMBITIOUS -Single Version- | CD+DVD          | ZACL-6046（初回限定盤A）                                         | 13位     | BREAKERZ BEST -SINGLEZ-             |
| 19th | 2018年3月7日  | D×D×D/GREAT AMBITIOUS -Single Version- | CD+DVD          | ZACL-6047（初回限定盤B）                                         | 13位     | BREAKERZ BEST -SINGLEZ-             |
| 19th | 2018年3月7日  | D×D×D/GREAT AMBITIOUS -Single Version- | CD              | ZACL-4048（通常盤）                                              | 13位     | BREAKERZ BEST -SINGLEZ-             |
| 19th | 2018年3月7日  | D×D×D/GREAT AMBITIOUS -Single Version- | CD              | ZACL-6048（ダメプリ盤）                                          | 13位     | BREAKERZ BEST -SINGLEZ-             |
| 19th | 2018年3月7日  | D×D×D/GREAT AMBITIOUS -Single Version- | CD+DVD+GOODS    | ZACF-1011（FC&Musing盤）                                         | 13位     | BREAKERZ BEST -SINGLEZ-             |
| 20th | 2019年9月4日  | 闇夜に舞う青い鳥                       | CD+DVD          | ZACL-4049（初回限定盤A）                                         | 10位     | WITH YOU                            |
| 20th | 2019年9月4日  | 闇夜に舞う青い鳥                       | CD+フォトブック | ZACL-4050（初回限定盤B）                                         | 10位     | WITH YOU                            |
| 20th | 2019年9月4日  | 闇夜に舞う青い鳥                       | CD              | ZACL-4051（通常盤）                                              | 10位     | WITH YOU                            |
| 21st | 2020年9月9日  | BARABARA/LOVE STAGE                    | CD              | ZACL-6052（通常盤）                                              | 20位     | WITH YOU                            |
| 21st | 2020年9月9日  | BARABARA/LOVE STAGE                    | 1CD+3DVD        | ZACF-1012（13周年記念 Special Deluxe Edition for TEAM BREAKERZ） | 20位     | WITH YOU                            |
| 22nd | 2021年2月10日 | I love my daughter                     | CD              | ZACL-6053（通常盤）                                              | 20位     | WITH YOU                            |
| 22nd | 2021年2月10日 | I love my daughter                     | 2CD+2DVD        | ZACF-1015（Special Deluxe Edition for TEAM BREAKERZ）            | 20位     | WITH YOU                            |
| 23rd | 2022年1月26日 | SWEET MOONLIGHT                        | CD              | ZACL-6054（通常盤）                                              | 6位      | BREAKERZ BEST -SINGLEZ-             |
| 23rd | 2022年1月26日 | SWEET MOONLIGHT                        | CD+GOODS        | ZACL-6055（名探偵コナン盤）                                      | 6位      | BREAKERZ BEST -SINGLEZ-             |
| 23rd | 2022年1月26日 | SWEET MOONLIGHT                        | 1CD+3DVD        | ZACF-1018（Special Deluxe Edition for TEAM BREAKERZ）            | 6位      | BREAKERZ BEST -SINGLEZ-             |

### ライブ会場限定販売シングル
|     | 発売日        | タイトル       | 規格 | 規格品番  | 収録曲         | 初収録アルバム |
| --- | ------------- | -------------- | ---- | --------- | -------------- | -------------- |
| 1st | 2022年7月23日 | LIKE A CRYSTAL | CD   | ZAC1-1006 | LIKE A CRYSTAL | 未公表         |

### デジタルシングル
|     | 発売日        | タイトル                                  | 規格                   | ビルボード | 初収録作品 |
| --- | ------------- | ----------------------------------------- | ---------------------- | ---------- | ---------- |
| 1st | 2007年6月6日  | THE TRAIN'S GONE…/JOKER                   | デジタル・ダウンロード | -          | BREAKERZ   |
| 2nd | 2007年7月4日  | WAKE UP MY SOUL/Re:born                   | デジタル・ダウンロード | -          | BREAKERZ   |
| 3rd | 2019年4月30日 | 新しい世界へ 新しい時代へ 〜令和Version〜 | デジタル・ダウンロード | 圏外       | 未公表     |

### オリジナルアルバム
|     | 発売日         | タイトル      | 規格       | 規格品番                                                         | オリコン |
| --- | -------------- | ------------- | ---------- | ---------------------------------------------------------------- | -------- |
| 1st | 2007年7月25日  | BREAKERZ      | CD         | ZACL-9017                                                        | 圏外     |
| 2nd | 2007年12月5日  | CRASH & BUILD | CD         | ZACL-9020                                                        | 300位    |
| 3rd | 2008年11月26日 | BIG BANG!     | CD+DVD     | ZACL-9029（初回限定盤A）                                         | 8位      |
| 3rd | 2008年11月26日 | BIG BANG!     | CD+DVD     | ZACL-9030（初回限定盤B）                                         | 8位      |
| 3rd | 2008年11月26日 | BIG BANG!     | CD+写真集  | ZACL-9031（初回限定盤C）                                         | 8位      |
| 3rd | 2008年11月26日 | BIG BANG!     | CD         | ZACL-9032（通常盤）                                              | 8位      |
| 4th | 2009年12月2日  | FIGHTERZ      | CD+DVD     | ZACL-9036（初回限定盤A）                                         | 7位      |
| 4th | 2009年12月2日  | FIGHTERZ      | CD+DVD     | ZACL-9037（初回限定盤B）                                         | 7位      |
| 4th | 2009年12月2日  | FIGHTERZ      | CD         | ZACL-9038（通常盤）                                              | 7位      |
| 5th | 2011年9月21日  | GO            | CD+DVD     | ZACL-9047（初回限定盤A）                                         | 4位      |
| 5th | 2011年9月21日  | GO            | CD+DVD     | ZACL-9048（初回限定盤B）                                         | 4位      |
| 5th | 2011年9月21日  | GO            | CD         | ZACL-9049（通常盤）                                              | 4位      |
| 6th | 2015年7月29日  | 0-ZERO-       | CD+DVD     | ZACL-9085（初回限定盤A）                                         | 13位     |
| 6th | 2015年7月29日  | 0-ZERO-       | CD+DVD     | ZACL-9086（初回限定盤B）                                         | 13位     |
| 6th | 2015年7月29日  | 0-ZERO-       | CD         | ZACL-9087（通常盤）                                              | 13位     |
| 7th | 2021年8月25日  | WITH YOU      | CD+DVD     | ZACL-9121（初回限定盤）                                          | 26位     |
| 7th | 2021年8月25日  | WITH YOU      | CD         | ZACL-9122（通常盤）                                              | 26位     |
| 7th | 2021年8月25日  | WITH YOU      | 1CD+2DVD   | ZACF-1017（14周年記念 Special Deluxe Edition for TEAM BREAKERZ） | 26位     |
| 8th | 2024年7月24日  | Bintage       | CD+Blu-ray | ZACL-9137（初回限定盤A）                                         | 19位     |
| 8th | 2024年7月24日  | Bintage       | CD+Blu-ray | ZACL-9138（初回限定盤B）                                         | 19位     |
| 8th | 2024年7月24日  | Bintage       | CD         | ZACL-9139（通常盤）                                              | 19位     |

### ミニアルバム
|     | 発売日       | タイトル       | 規格   | 規格品番                | オリコン |
| --- | ------------ | -------------- | ------ | ----------------------- | -------- |
| 1st | 2008年4月2日 | アオノミライ   | CD     | ZACL-9022               | 123位    |
| 2nd | 2010年4月7日 | B.R.Z ACOUSTIC | CD+DVD | ZACL-9041（初回限定盤） | 9位      |
| 2nd | 2010年4月7日 | B.R.Z ACOUSTIC | CD     | ZACL-9042（通常盤）     | 9位      |

### ベストアルバム
|     | 発売日         | タイトル                            | 規格         | 規格品番                                                               | オリコン |
| --- | -------------- | ----------------------------------- | ------------ | ---------------------------------------------------------------------- | -------- |
| 1st | 2012年10月10日 | BREAKERZ BEST 〜SINGLE COLLECTION〜 | 2CD+2DVD     | ZACL-9056〜9057（初回限定盤A）                                         | 5位      |
| 1st | 2012年10月10日 | BREAKERZ BEST 〜SINGLE COLLECTION〜 | 3CD          | ZACL-9058〜9059（初回限定盤B）                                         | 5位      |
| 1st | 2012年10月10日 | BREAKERZ BEST 〜SINGLE COLLECTION〜 | 2CD          | ZACL-9060〜9061（通常盤）                                              | 5位      |
| 2nd | 2022年6月15日  | BREAKERZ BEST -SINGLEZ-             | 2CD+2DVD     | ZACF-9006〜9007（15周年記念 Special Deluxe Edition for TEAM BREAKERZ） | 15位     |
| 2nd | 2022年6月15日  | BREAKERZ BEST -SINGLEZ-             | 2CD+1Blu-ray | ZACL-9125〜9126（初回限定盤）                                          | 15位     |
| 2nd | 2022年6月15日  | BREAKERZ BEST -SINGLEZ-             | 2CD          | ZACL-9127〜9128（通常盤）                                              | 15位     |

### コンピレーションアルバム
|     | 発売日         | タイトル                                 | 規格                  | 規格品番                                             | オリコン |
| --- | -------------- | ---------------------------------------- | --------------------- | ---------------------------------------------------- | -------- |
| 1st | 2017年10月18日 | X                                        | 2CD+DVD               | ZACL-9098〜9099（初回限定盤A）                       | 12位     |
| 1st | 2017年10月18日 | X                                        | 2CD+2DVD              | ZACL-9100〜9101（初回限定盤B）                       | 12位     |
| 1st | 2017年10月18日 | X                                        | 2CD                   | ZACL-9102〜9103（通常盤）                            | 12位     |
| 1st | 2017年10月18日 | X                                        | 2CD+3DVD+写真集+GOODS | ZACD-1003（10th Anniversary Special Deluxe Edition） | 12位     |
| 2nd | 2019年12月18日 | BREAKERZ×名探偵コナン COLLABORATION BEST | CD                    | ZACL-9111                                            | 29位     |

### 映像作品
|     | 発売日         | タイトル                                                                                      | 規格                  | 規格品番        | オリコン |
| --- | -------------- | --------------------------------------------------------------------------------------------- | --------------------- | --------------- | -------- |
| 1st | 2009年10月14日 | BREAKERZ LIVE 2009 "WISH" in 日本武道館                                                       | 2DVD                  | ZABL-5003〜5004 | 4位      |
| 2nd | 2010年5月26日  | BREAKERZ LIVE TOUR 2009〜2010 "FIGHTERZ"                                                      | 2DVD                  | ZABL-5005〜5006 | 26位     |
| 3rd | 2011年2月9日   | BREAKERZ LIVE 2010 "WISH 02" in 日本武道館                                                    | 2DVD                  | ZABL-5007〜5008 | 8位      |
| #   | 2012年3月28日  | BREAKERZ LIVE 2011 "WISH 03"+"GO" PREMIUM BOX                                                 | 5DVD                  | ZABD-5001       | 32位     |
| 4th | 2012年3月28日  | BREAKERZ LIVE 2011 "WISH 03" in 日本武道館                                                    | 2DVD                  | ZABL-5010〜5011 | -        |
| 5th | 2012年3月28日  | BREAKERZ LIVE TOUR 2011 "GO"                                                                  | 2DVD                  | ZABL-5012〜5013 | -        |
| 6th | 2012年12月26日 | BREAKERZ LIVE 2012 "WISH 4U" in 日本武道館                                                    | 2DVD                  | ZABL-5014〜5015 | 35位     |
| 7th | 2014年7月23日  | BREAKERZ LIVE TOUR 2012〜2013 "BEST" -LIVE HOUSE COLLECTION- & -HALL COLLECTION- COMPLETE BOX | 4DVD+1CD+フォトブック | ZABL-5024〜5027 | 26位     |
| 8th | 2018年5月23日  | BREAKERZ デビュー10周年記念ライブ【BREAKERZ X】COMPLETE BOX                                   | 4DVD+フォトブック     | ZABL-5033〜5036 | 25位     |
| 9th | 2022年12月7日  | BREAKERZ デビュー15周年記念ライブ BREAKERZ XV -Crystal-                                       | Blu-ray               | ZAXL-5001       |          |

### 書籍
- BREAKERZ公式パーフェクトブック「BREAKERZ CHRONICLE 2007-2012」（2012年10月24日、株式会社エンターブレイン）

### 参加作品
- Acid Black Cherryのカバーアルバム「Recreation 2」（2010年6月30日）で「大都会」をDAIGOがyasuとデュエット。
- DAIGOの友達バンドめたどんのアルバム「スーパーめたどん」（2010年10月13日）にDAIGOが数曲楽曲提供。プロデュースも。
- BUCK-TICKトリビュートアルバム「PARADE II 〜RESPECTIVE TRACKS OF BUCK-TICK〜」（2012年7月4日）にBREAKERZが「JUST ONE MORE KISS」をカバー。

イベント参加の模様がDVD・Blu-rayに収録。「BUCK-TICK FEST 2012 ON PARADE」2013年2月20日発売。
- hyde率いるハロウィンプロジェクト「HALLOWEEN JUNKY ORCHESTRA」のシングル「HALLOWEEN PARTY」（2012年10月17日）にDAIGOが参加。MVではBREAKERZが登場。
- SHINPEIはBREAKERZ結成前にレコード会社携帯配信サイトからソロインストアルバムをリリースしている。(配信サイト終了のため現在は配信終了)
- MUCC 20周年記念トリビュートアルバム「TRIBUTE OF MUCC-縁[en]-」（2017年11月22日）にBREAKERZが参加、「フライト」をカバー
- X JAPANギタリストhide没後20年トリビュートアルバム「hide TRIBUTE IMPULSE」（2018年6月6日）にBREAKERZが参加、「EYES LOVE YOU」をカバー
- GRANRODEOトリビュートアルバム「RODEO FREAK」（2020年8月19日）にBREAKERZが参加、「The Other Self」をカバー

## タイアップ一覧
| 楽曲                          | タイアップ                                                                                  |
| ----------------------------- | ------------------------------------------------------------------------------------------- |
| WAKE UP MY SOUL               | 千葉テレビ「The・座」エンディングテーマ                                                     |
| WAKE UP MY SOUL               | BSフジ「カンニングのDAI安吉日!」エンディングテーマ                                          |
| THE TRAIN'S GONE…             | BSフジ「カンニングのDAI安吉日!」エンディングテーマ                                          |
| アオノミライ                  | TBS系「アナCAN」4月度エンディングテーマ                                                     |
| アオノミライ                  | テレビ金沢「びービーみつばち」4月度エンディングテーマ                                       |
| ポジティブブルー              | 日本テレビ系「THE・サンデー」エンディングテーマ                                             |
| SUMMER PARTY                  | TBS系「あらびき団」6・7月度エンディングテーマ                                               |
| LAST EMOTION                  | テレビ東京系「JAPAN COUNTDOWN」7月度エンディングテーマ                                      |
| 世界は踊る                    | 日本テレビ系「音楽戦士 MUSIC FIGHTER」9月度エンディングテーマ                               |
| 灼熱                          | 東宝東和配給映画「ウォンテッド」日本語吹替版エンディングテーマ                              |
| 灼熱                          | テレビ東京「PVTV」9月度オープニングテーマ                                                   |
| 灼熱                          | 千葉テレビ「MU-GEN」9月度オープニングテーマ                                                 |
| Angelic Smile                 | 日本テレビ系「スッキリ!!」 11月度エンディングテーマ                                         |
| Angelic Smile                 | 千葉テレビ「MU-GEN」11月度オープニングテーマ                                                |
| センチメンタルスクラップ      | TBS系「駅伝」テーマソング                                                                   |
| GRAND FINALE                  | TBS系「J-SPORTS SUPER SOCCER PLUS」11月度エンディングテーマ                                 |
| Everlasting Luv               | 読売テレビ・日本テレビ系アニメ「名探偵コナン」オープニングテーマ                            |
| BAMBINO 〜バンビーノ〜        | ダリヤ「men's Palty」CMソング                                                               |
| 光                            | 読売テレビ・日本テレビ系アニメ「名探偵コナン」エンディングテーマ                            |
| LOVE FIGHTER 〜恋のバトル〜   | TBS系「笑撃!ワンフレーズ」11・12月度エンディングテーマ                                      |
| LOVE FIGHTER 〜恋のバトル〜   | 「music.jp」TVCMソング                                                                      |
| Winter Bell                   | 読売テレビ制作・日本テレビ系「情報ライブ ミヤネ屋」エンディングテーマ                       |
| Winter Bell                   | ハウステンボス「光のまち2009」コマーシャル・ソング                                          |
| 激情                          | テレビ朝日「お願い!ランキング」エンディングテーマ                                           |
| 激情                          | チバテレ・スカパー!「MUSIC FOCUS」7月度エンディングテーマ                                   |
| hEaVeN                        | 「シャガール - ロシア・アヴァンギャルドとの出会い展」コマーシャルソング                     |
| BUNNY LOVE                    | レコチョクコマーシャルソング                                                                |
| BUNNY LOVE                    | チバテレ・スカパー!「MUSIC FOCUS」エンディングテーマ                                        |
| 月夜の悪戯の魔法              | 読売テレビ・日本テレビ系アニメ「名探偵コナン」エンディングテーマ                            |
| CLIMBER×CLIMBER               | 「カードファイト!! ヴァンガード」公式イメージソング                                         |
| CLIMBER×CLIMBER               | 「カードファイト!! ヴァンガード」CMソング                                                   |
| CLIMBER×CLIMBER               | テレビ東京系カードファイトドラマ「STAND UP!ヴァンガード」挿入歌                             |
| LAST ✝ PRAY                   | TBS系「CDTV」7月度オープニングテーマ                                                        |
| LAST ✝ PRAY                   | テレビ金沢「となりのテレ金ちゃん」・「花のテレ金ちゃん」7月度エンディングテーマ             |
| GO                            | 「カードファイト!! ヴァンガード」公式イメージソング                                         |
| GO                            | 「カードファイト!! ヴァンガード」CMソング                                                   |
| Miss Mystery                  | 読売テレビ・日本テレビ系アニメ「名探偵コナン」オープニングテーマ                            |
| オーバーライト                | 読売テレビ・日本テレビ系アニメ「名探偵コナン」エンディングテーマ                            |
| 脳内survivor                  | 「カードファイト!! ヴァンガード」公式イメージソング                                         |
| 脳内survivor                  | 「カードファイト!! ヴァンガード」CMソング                                                   |
| 脳内survivor                  | テレビ東京系カードファイトドラマ「STAND UP!ヴァンガード」メインテーマ                       |
| RUSTY HEARTS                  | セガオンラインゲーム「ラスティハーツ」オープニングテーマ                                    |
| CHALLENGERZ                   | 「カードファイト!! ヴァンガード」CMソング                                                   |
| CHALLENGERZ                   | テレビドラマ「ファイヤーレオン」エンディングテーマ                                          |
| （オリジナル曲）              | 日本中央競馬会「THE LEGEND」CMソング（日本ダービー80回記念特別編）                          |
| WE GO                         | 読売テレビ・日本テレビ系アニメ「名探偵コナン」オープニングテーマ                            |
| WE GO                         | H.I.S.「スーパーサマーセール2015」CMソング                                                  |
| YAIBA                         | テレビ東京系アニメ「カードファイト!! ヴァンガードG ギアースクライシス編」オープニングテーマ |
| 幾千の迷宮で 幾千の謎を解いて | 読売テレビ・日本テレビ系アニメ「名探偵コナン」オープニングテーマ                            |
| 夢物語                        | 読売テレビ・日本テレビ系アニメ「名探偵コナン」エンディングテーマ                            |
| D×D×D                         | MXTV他アニメ「ダメプリANIME CARAVAN」オープニングテーマ                                     |
| 闇夜に舞う青い鳥              | テレビ東京系列「たけしのニッポンのミカタ！」エンディングテーマ                              |
| BARABARA                      | DLE配給映画「妖怪人間ベラ」主題歌                                                           |
| LOVE STAGE                    | ユナイテッドエンタテインメント配給映画「LOVE STAGE!!」主題歌                                |
| I love my daughter            | ABCテレビドラマ「ミヤコが京都にやって来た!」主題歌                                          |
| SWEET MOONLIGHT               | 読売テレビ・日本テレビ系アニメ「名探偵コナン」エンディングテーマ                            |
| LIKE A CRYSTAL                | ABCテレビドラマ「ミヤコが京都にやって来た！〜ふたりの夏〜」主題歌                           |